# Arisaema pingbianense
Arisaema pingbianense — многолетнее травянистое растение, вид рода Аризема (Arisaema) семейства Ароидные (Araceae).

## Ботаническое описание
Двуполые и мужские растения.
Корневище длинное и тонкое, 10—15 см длиной, 1—2 см в диаметре, с раздутыми и шаровидными узлами.

### Листья
Катафиллов три, бледно-зелёные с фиолетовыми пятнами, окружающие цветоножку.
Листьев два, возникающие каждый сезон из различных узлов корневища. Черешки зелёные, цилиндрические, до 20 см длиной, 3—4 мм в диаметре, в основании вложенные в короткие влагалища. Листовая пластинка состоит из трёх листочков, зелёная, чешуевидная; центральный листочек с черешочком 1,7 см длиной, овальный, 9—13,5 см длиной и 4—5,5 см шириной, в основании клиновидный; боковые листочки с черешочками 3—6 мм длиной, косоовально-ланцетовидные, в основании наклонные, на вершине заострённые, с остриём 1,5—2 см длиной; боковые жилки по 5—7 с каждой стороны, общая жилка в 1—2 мм от края.

### Соцветия и цветки
Цветоножка зелёная, цилиндрическая, короче черешков, около 15 см длиной. Трубка покрывала полуцилиндрическая, 4—4,5 см длиной и около 1 см в диаметре, в устье края отогнуты наружу. Пластинка зелёная, с белой округлой областью около 1,5 см в диаметре у основания, продолговатая, 3,5—4 см длиной, на вершине короткозаострённая, с хвостовидным образованием.
Початок двуполый у взрослых растений. Женская зона с тесно расположенными цветками; завязь зелёная, обратнояйцевидная; мужская зона с редкими цветками; синандрий из двух или трёх сросшихся тычинок; пыльник от коричневого до кремово-белого, шаровидный, вскрывающиеся двумя верхушечными порами. Придаток почти нитевидный, около 3 см длиной, на конце на длине около 1 см покрытый многочисленными нитевидными стерильными цветками, наподобие щётки; цветки немного изогнутые, коричневые или зелёные, 2—3 мм длиной.
Цветёт в декабре.

## Распространение
Встречается в Китае (Юго-Восточный Юньнань) и Северном Вьетнаме.
Растёт в вторичных вечнозелёных лесах, на высоте 1000—1600 м над уровнем моря.